# Poids lourds-légers
Pour les articles homonymes, voir Poids (homonymie).
Poids lourds-légers (en anglais : cruiserweight) est une catégorie de poids en sports de combat.
En boxe anglaise professionnelle, elle concerne les athlètes pesant entre 79,378 kg (175 livres) et 90,719 kg (200 livres).
Cette catégorie n'existe pas en boxe anglaise amateur (olympique).

## Boxe professionnelle

### Titre inaugural
| Organisation | Boxeur       | Date             |
| ------------ | ------------ | ---------------- |
| WBA          | Ossie Ocasio | 13 février 1982  |
| WBC          | Marvin Camel | 31 mars 1980     |
| IBF          | Marvin Camel | 13 décembre 1983 |
| WBO          | Boone Pultz  | 3 décembre 1989  |

## Lethwei
Dans l'organisation World Lethwei Championship (en), le champion lourds-légers est Dave Leduc,.